# آیور وود
آیور وود (انگلیسی: Ivor Wood; ۴ مهٔ ۱۹۳۲ – ۱۳ اکتبر ۲۰۰۴) یک پویانما بریتانیایی-فرانسوی بود. وی بین سال‌های ۱۹۶۰ تا ۲۰۰۴ میلادی فعالیت می‌کرد.
از فیلم‌ها یا مجموعه‌های تلویزیونی که وی در آن‌ها نقش داشته‌است، می‌توان به پت پست‌چی و باغچه سبزیجات اشاره نمود.

## وودلند انیمیشن
وودلند انیمیشن در سال ۱۹۷۳ توسط آیور وود و همسرش جوسیان با هدف تولید استاپ موشن برای بی بی سی تأسیس شد. این شرکت تعدادی برنامه تولید کرد که اولین و محبوب ترین آنها پت پستچی بود.
مجموعه های ساخته شده:
- پت پستچی
- گرن
- برتا
- چارلی چاک

به دنبال محبوبیت بالای پت پستچی، فصل های جدید آن با شروع ویژه در سال های ۱۹۹۱، ۱۹۹۴ و ۱۹۹۶ ساخته شد و از آن زمان این نمایش تولید می شود. در سال ۲۰۰۱، وودلند انیمیشن به شرکت اینترتینمنت رایتس فروخته شد که اکنون بخشی از دریم ورکس کلاسیک است و متعاقباً توسط ان بی سی یونیورسال به عنوان بخشی از خرید دریم ورکس انیمیشن خریداری شد.